# جوان باركلي
جوان باركلي (بالإنجليزية: Joan Barclay) هي ممثلة أمريكية، ولدت في 31 أغسطس 1914 بمنيابولس في الولايات المتحدة، وتوفيت في 22 نوفمبر 2002 ببالم ديسيرت في الولايات المتحدة. بدأت مشوارها المهني سنة 1927.

## وصلات خارجية
- جوان باركلي على موقع IMDb (الإنجليزية)
- جوان باركلي على موقع أول موفي (الإنجليزية)
- جوان باركلي على موقع قاعدة بيانات الفيلم (الإنجليزية)